# Tiggerranunkel
Tiggerranunkel (Ranunculus sceleratus), ofte skrevet tigger-ranunkel, er en enårig plante i ranunkel-familien. Arten vokser på fugtig, næringsrig bund i den nordlige halvkugles tempererede områder. Det er en glinsende, glat plante med forholdsvis små bleggule blomster. Frugtstanden er aflangt ægformet. Planten er vidt forgrenet med tykke, hule stængler. Dens saft har længe været kendt for at kunne fremkalde sår og blærer på huden. Den har derfor været brugt af tiggere, for at komme til at se syge ud og derved vække medfølelse.

## Forekomst i Danmark
I Danmark er tiggerranunkel almindelig på dyndet bund ved bredden af vandhuller, i grøfter eller på rådnende tang langs stranden. Den blomstrer her mellem juni og august.